# سيريك
مدينة سيريك (بالفارسية: شهرستان سیریک) هي إحدى مدن إيران، تقع في محافظة هرمزغان جنوب شرق إيران وتطل على ساحل خليج عُمان (مكران) تتبع مقاطعة سيريك إدارياً، تبعد عن مدينة جاسك الساحلية حوالي 150 كيلومتراً من جهة الجنوب الشرقي للمدينة، عرفت تاريخياً باسم بلدة گيابان البلوشية إلا في عام 2007 م أصبحت مدينة في سجلات الحكومة الإيرانية، كان يحكمها الحكام المحليين البلوش، كما كانت في فترة من الفترات تحت حكم العرب العُمانيين.

## الجغرافيا الطبيعية
مدينة سيريك تقع عل طريق ميناب – جاسك السريع في عرض 26 درجة و31 دقيقة شمالاً ودرجة 57 لـ 6 دقائق وقت الظهر لكونها في الجزء الشرقي بالنسبة لخط جرينتش و6 أمتار معدل ارتفاع المدينة عن سطح البحر وتقتصر هذه المدينة من الشمال إلى مركز مدينة ميناب ومن الشرق إلى مرتفعات مدينة بشكرد وسندرك ومن الغرب إلى مياه مضيق هرمز وبحر عمان ومن الجنوب إلى مدينة جاسك.
سواحل سيريك الغربية أصبحت محصورة من كل الجهات لوجود المرتفعات، وهذه المرتفعات تمددت على شكل جدار في حدود 400 متر، وهذه السلسلة من الارتفاعات تتوقف عند مضيق جيفري، وأهم جبال المدينة:
- جبل کرئی مع ارتفاع 560 متر بعد 20 كيلومتراً جنوب شرق قرية بیابان.
- جبل طبق سر مع ارتفاع 430 متر بعد 19 کیلومتراً جنوب شرق قرية بیابان.
- جبل سه دختران مع ارتفاع 400 متر بعد 22 کیلومتراً جنوب شرق قرية بیابان.
- جبل تقی رو مع ارتفاع 381 متر بعد 8 کیلومتراً شمال شرق مدينة سيريك.
- جبل لگی بعد 10 کیلومتراً جنوب شرق جزء بماني.
- جبل گروگی مع ارتفاع 200 متر بعد 4 کیلومتراً جنوب جزء بماني.
- جبل مرتضی علی مع ارتفاع 120 متر بعد 4 کیلومتراً جنوب شرق جزء بماني.

خور سيريك يقع في الجنوب الشرقي وخور جالاك في مسير نهر جالاك في مسافة 1000 متر من ميناء كوهستك في الجزءالجنوبي مرسى الصيادين ومستنقع مقسان الملحي بعد 6 كليومتراً شمال شرق قرية بماني، من العوراض الطبيعية لهذه المدينة، تقع صحراء باراف وصحراء مهماني في الجزء الشرقي من المدينة وصحراء كلاوي في الجزء الشمالي من المدينة، وتعتبر هذه الصحارى من أهم الصحاري في المدينة.
الحياة النباتية في هذه المدينة تتكون من أشجار المسكيت والأثل والسدر والنباتات المحلية لرعي المواشي وأيضاً نبات الزعتر، المناطق الساحلية وأطراف خور سيريك مغطاة بأشجار المانغروف، مانغروف هي شجرة تنبت في المياة المالحة ولحظة المد تكون في الماء نصفياً حتى العنق، وباستخدام خاصية التصفية لدى أوراق الشجرة، يمتص الجزء العذب ويخرج الجزء المالح.
غابات المانغروف (حراء) مع مساحتها التي هي حدود 500 هكتار تسببت في وجود أنواع مختلفة من الحيوانات والنباتات في تكملة حياتها والنمو في تلك المنطقة، وذلك المناخ ساعد المنطقة في جذب الطيور والحيوانات البرية خصوصاً في فصل الشتاء، وفي ذلك الفصل يتم العثور على حيوانات وطيور مثل الثعالب والأرانب وابن آوي والخنزير البري والحجل الطائر.

## المناخ
المناخ في مدينة سيريك حار والجو رطب وأدنى درجة حرارة 5 درجات في الشتاء وفي الصيف بسبب هبوب رياح سيستان التي مدتها 120 يوماً أو الرياح الموسمية التي تأتي من جهة المحيط الهندي، معظم الأيام يكون الطقس معتدل نسبياً، ولكن في بعض الحالات أعلى درجة حرارة تبلغ أكثر من 45 درجة.
يتم تزويد المنطقة بمياه صالحة للشرب من آبآر راونك، ويتدفق نهر كز على بعد 10 كليومترات جنوباً، وتنبع هذه المياه من جبال بشاكرد، وفي النهاية تذهب هذه المياه إلى خليج عمان، وتصل مستويات الرطوبة إلى 90%.

## التقسيمات الإدارية
تتبع مدينة جزئيين و4 مناطق ريفية و83 قرية:
الجزء الأوسط من مدينة سيريك، ينقسم إلى منطقتين ريفيتين وهي: سيريك وبيابان وتتكون هذه المناطق الريفية من 60 قرية تقريباً وهي على التالي:
1-كردر 2- كلنگي 3- تومانراهي 4- دهور 5- ميشي 6- سيريك 7- شمجو 8- طاهروئيه 9- سرارو 10- گروك 11- گندمي 12- بندراران 13- زيارت حسن آباد 14- بندگرمان 15- زيارت بزرگ 16- دو جميلان 17- كناروان 18- بحل 19- سرخور طاهروئيه 20– منگلي 21- بريزگ 22- هرنگان 23- خرگوشي 24- بصره 25- سيكوئي 26- زرآباد 27- دومي 28- ماردان 29- كرتان 30- خيري 31- موقفي 32- گناري 33- مهرگي 34- كهور پران 35- داپتي 36- سول جامك 37- بازگر 38- گزپير 39- پگو 40- عاشقان 41- پشت بند 42- گونمردي 43– گارندهو44- مسند 45- مغ كنار 46- گز 47- مهماني 48- ديبدان 49- گوجك 50- پاراف 51- سرزه 52- قلموئي 53- دل آسا 54- گزان بزين 55- گوشكي 56- گدو 57- جيفري 58- گورائيك 59- سلمه أي 60- مغ رحمت.
والجزء الآخر والذي يسمى «بماني» وعاصمته هي قرية كوهستك ولها منطقتان ريفيتان: شهيد مردان وبماني، وتتبعهم 24 قرية:
1- بماني 2- بندر كهور 3- پاتل 4- پالور 5- جو محله 6- داهيكند 7- دودر 8-دهلي 9- زمين ملا 10- روتان 11- سرگلم 12- شاه مردي 13- كوهستك 14- كنار جو 15- لبني16- محمليان 17- كلاوي 18- كوپان 19 گچينه 20- گهردو 21- مغان 22- واداشت 23- پوراف 24- پابير.

## الأماكن السياحية
1. بركة خورآذینی على بعد 25 کیلومتر في الجنوب الغربي من مدينة سيريك.
2. شاطئ ميناء كوهستك.
3. شاطئ گروگ إلى مدينة سيريك.
4. مقبرة شاه محمد وأشجار لور پالور في جانب طريق سیریک - میناب السريع في قرية پالور.
5. سد ومزارع قرية کنارجو بعد 2 کیلومتر من قرية کنارجو.
6. شاطئ قرية کرپان وگهردو في زاوية القريتان.

## السكان
التعداد السكاني لمدينة سيريك في عام 2005 م كان 47462 و4658 شخصاً كانوا من المدينة و42804 قرويين، وبلغ متوسط معدل النمو السنوي لسكان المدينة 5/44% وبلغ متوسط معدل النمو السنوي لسكان القرى 38/3%. وأيضاً 7119 عائلة يسكنون في سيريك ومعدل الكثافة السكانية في كل كليومتر 13/5 ووفقاً للتقديرات والبحوث من المتوقع في عام 2026 م زيادة التعداد السكاني وارتفاعه إلى حدود 104200 شخص في المدينة، سكان مدينة سيريك من عرقية البلوش، وفي مدينة سيريك عيد الفطر والأضحى لهم أهمية خاص عند السكان والذين يتزوجون قبل عيد الفطر، يجب عليهم ذبح خروف وتوزيعه على الجيران والأهل.

## الديانة
سكان هذه المدينة هم مسلمون ويتبعون مذهب أهل السنة والجماعة (الحنفي والشافعي) وهناك أقلية ضئيلة جداً مما يتبعون المذهب الشيعي وأكثرهم يسكنون في الجزء الشمالي للمنطقة وفي القرب من مدينة ميناب.

## اللغة
أهالي مدينة سيريك يتحدثون بلغتين البلوشية واللهجة المحلية الجنوبية، ووفقاً لوجود قبائل وأقوام أخرى، تم دمج وخلط بعض الكلمات العربية والأردو والهندية والإنجليزية والفارسية.

## التسمية
دليل تسمية سيريك ليست معلومة، ومن الممكن لوجود المناخ المعتدل تم تسمية المنطقة مثل المناطق الأخرى كـ سيرجان وبردسير ومناخ وأجواء هذه المناطق معتدلة.

## التاريخ
مدينة سيريك طوال التاريخ كانت جزءاَ من مملكة ملوك هرمز القديمة وأصبحت لاحقا تحت الحكم القبلي البلوشي الكاؤوسين وال طاهر الرند والدغاريين، فأصبحت مدينةَ مستقلة والحكام المحليين في طوال التاريخ كانوا يديرون أمور هذه المناطق وغيرها.
عشيرة طاهرزئي سيطرت على جاسك حتى بندر عباس والمنطقة بأكملها وازدادت سيطرتهم عليها أكثر وأكثر ولم يهتموا للحكومة وفي عام 1928 م إلى عام 1958 م، حكموا المنطقة وقادة جاسك وبيابان والبلوش كانوا من حكام بلوش طاهرزئي، أصل ونسب هذه الفخيذة ترجع إلى قبيلة الرند بعد الصراعات المحلية هاجروا إلى بلوشستان الغربية.
زعيم من البلوش باسم بوبكر تصغير أبوبكر كان لديه نفوذ كثيرة في بلوشستان وسبب الحرب امرأة كان اسمها صمي وتلك المرأة تشتكي حالها إلى عمهم دودا شقيق جد ال طاهر كي يحفظها من شر أبوبكر، ولكن أبوبكر سرق جميع ممتلكاتها سراً، بما في ذلك الإبل والبقر والغنم فذهب دودا ومعه 70 شخصاً لمواجهة أبوبكر في قرية اسمها كرماف كراجي، وشنت الحرب بينهم ودودا وإخوانه كانوا القادة في هذه الحرب وإخوان مير دودا كانوا: ناصر ونقدي ومير بكر وتاج الدين ونوت، وتم قتلهم جميعاً، وفي هذه الحرب ابن أخ دودا بالانج وخادم كان اسمه نقيبو بقوا على قيد الحياة، وطائفة طاهرزئي من نسل مير بكر حاكم ملتان ويسكنون في بيابان وكاروان وكابريك وكهير، بالايخ الذي كان صغيراً في العمر اتفق مع نقيبو وذهبوا إلى قرية سيوان وبقى هناك حتى بلغ 18 من العمر وكان يشتغل راعياَ وحين بلغ سن البلوغ ذهب إلى كراتشي وهجم على أبوبكر وقتل 360 شخصاً من جماعة أبوبكر.
مير بكر أحد إخوان دودا كركيج الذي توفى في حربهم مع أبوبكر وخرج مير محمد مير عامر مير بكر من بلوشستان الشرقية وذهب إلى بلوشستان الغربية واستقر في مدينة كهير وبعد ذلك ابنه وأحفاده: مير شاهين، درك، تاجو، سهراب، وعارب واستقروا في كهير ووالد مير بكر هو مير حسن ابن نوت ابن إبراهيم ابن زرين كمر ذائع الصيت وابن زهري كان اسمه محمد وأبناء محمد كانوا طاهر وإسماعيل وميرو وهؤلاء خرجوا من كهير وذهبوا إلى كابريك وكرند وبعد ذلك إلى سيريك، أحد أبناء محمد زهري الذي كان اسمه تاج الدين، كان رئيس قلعه شميل وأيضاً كان يدير ساحل قشم (جسم) وقتل في الحرب ضد قطاع الطرق الذين كانوا في الجزء الشمالي من شميل، والعديد من بلوش قشم (جسم) والإمارات يعتبرون أنفسهم من أحفاده، تاج الدين في عهد حكومة الشيخ سيف المسقطي وعهد فتح علي شاه القاجاري، كان رئيس القلعة شاهي محمد بكر كان لديه ابن باسم سهراب الذي كان يسكن في أطراف كابريك وورثته يسكنون في الباطنه ومسقط كموشاهي كان يسكن في توجك في القرب من كوان وبريزك جاسك وورثته يسكنون في تلك المناطق والبعض منهم ذهبوا إلى كبراني وعرب شاهي سكن في كهورستان وورثته يسكنون هناك وأكبرهم أسد وأحمد أبناء حسن الذين استقروا في الإمارات.
طائفة طاهرزئي من نسل ثلاث إخوان طاهر محمد وميرو محمد وإسماعيل محمد وأغلبهم الآن يسكنون في الإمارات وعمان والكثير منهم استقروا في بيابان وسيريك، وطاهر محمد كان لديه مكانه سياسية مرموقة قبل حكمه وكان مؤسس هذه الطائفة في بيابان وسيريك ولذلك سميت هذه الطائفة على اسمه طاهرزئي، واسم منطقة بيابان في عهده كانت كياوان، كان طاهر محمد يخرج في رحلات الصيد والقنص فذهب إلى بماني وكوهستك، وفي إحدى المرات وجد البيوت خالية وكانت منطقه الأرواح، وسأل ما موضوع هذه المنطقة فقالوا له: إن الأشرار وقطاع الطرق من البشكردية والرودبارية نهبوا وسرقوا أموالهم ولمساعدة الناس الأبرياء مكث في تهمون كهور مؤقتاً وبعد فترة، أخذ الناس المظلومين من كلاخيو وبانل وبماني وشاهمردي وروتان وكجينة، وذهبوا إلى كوهستك فأرسل طاهر، أخيه ميرو لأرشاد المهاجرين وميرو سأل أحدهم عن سبب هروبهم، وشخص باسم فولاد أو نور الدين من أهل روتان يسرد له موضوع النهب وأن بيرمراد ننراتي الذي نهب ميناب وكوربند ومن الجنوب حتى كلاوي، وسألهم طاهر، هل لديكم أسلحة ومن هو قائدكم، فأحضروا ملا حيدر محمد نور الدين لتمثيلهم أمام الزعيم طاهر، وقال له الزعيم طاهر أنا مستعد لمساعدتكم والحفاظ على أموالكم وأرواحكم، وكان طاهر يحاصر قطاع الطرق من 3 مناطق، وأخيه ميرو مع 70 شخصاً و240 شخصاً مسلح يسيطر على كوهستك وجنوب كلاوي، ويرسلون مجموعة لإحضار أخ طاهر إسماعيل وابنه جهانشاه طاهر من غرب كلاوي من منطقه كهورد، وطاهر كان معه 12 شخصاً كانوا في القرب من مضيق كلان في الجزء الشرقي من كلاوي، وإغلقوا الطريق على قطاع الطرق، وقتل طاهر، بيرمراد و6 من افراد عصابته والبقيه شردوا، ويقولون أن 120 شخصاً من عصابة بيرمراد هربوا بعيداً وملا حيدر ومشايخ كوهستك، يندهشون من شجاعة وقدرة طاهر ودعوا طاهر إلى الذهاب لكوهستك وهناك تزوج طاهر ابنة ملا حيدر، لدفاعه عن حقوق الأبرياء والناس، فأستقر هناك وملا حيدر بعد عقد نكاح ابنته امنه لطاهر محمد، ذهب إلى بوشهر عند كريم خان زند لإعطاء الحكم لطاهر محمد، وأعطى حكم قرية كولغ كاشي إلى طاهر، اواصر الصداقة بين الهوت طاهر وطائفة المير الكاؤوسين في بيابان كانت في الحد المطلوب، إلى أن أحد اقارب الهوت طاهر محمد اسمه مراد غلامشاه، الذي كان يسكن في بيابان، قتل على يد مير حسين مير حاجي حاكم بيابان.
الهوت طاهر يتفق مع محتاج غلامشاه جد طائفة غلامشاه زهي والذي نسبهم واحد مع فخيذه طاهرزئي للانتقام، فجمع جيشاً من جكين وكابريك وجاسك وبدء الحرب مع مير حسين دادخدا شاهو حاكم سيريك وبنداران، ومير حسين يعسكر في منطقه كلاكت (قلعة جت) الجبلية وكانت مدة الحرب بينهم 7 أيام، وتنتهى حمولة مير ليسلم نفسه لضباط حكومة العرب في جزيرة جسم، والهوت طاهر محمد ومحتاج غلامشاه يذهبون إلى مسقط لأخذ مير من هناك وحاكم مسقط يسلم مير حسين إلى طاهر محمد ومحتاج ويتم قطع رقبته ويأخذون بثأرهم، طاهر ومحتاج غلامشاه يرجعون إلى بيابان وكان مقر حكومة طاهر، قلعة لاكو سوركي، والآن يقال له طاهروئي، وقبل كم سنه تم تخريب القلعة وميرو وإسماعيل حاجي محمد بنوا بيتاً عليه، محل استقرار ميرحاجي وميرحسين قلعة بيلائي، أمام مقر الدولة في سيريك، وبعد ذلك تم تخريبه وبناء الجمارك، طاهر محمد كان يسيطر على زهوكي وكولغ كاشي إلى بيلائي وسوركي والمناطق التي بينهم، وميرحاجي ميرحسين كان يسيطر على سيريك وكونمردي والمناطق التي بينهم في صيف تلك السنة الهوت طاهر يتفق مع محتاج غلامشاه ولتجميع التمر وتمضية الصيف يغادرون إلى قرية كورائك وكان لديهم قلعةٌ في القرب من النهر، ولكن الآن بنيت منازل وجمعيه القرية مكان القلعة ميرو محمد ومحتاج غلامشاه بدون علم طاهر، يدعون شخصاً اسمه شكري كدايي من طائفة حسن زهي إلى مير حاجي ميرحسين الكاؤوسي، ويبلغونهم أنهم مستعدون للصلح، شكري يذهب إلى مير حاجي في قلعة محمودي ويسرد له الموضوع ومير حاجي يقبل الموضوع ويتفقون ويكتبون اتفاقية الصلح بينهم شكري بعد المفاوضات يرجع إلى ميناب في طريقة يصادف أحد أفراد طائفة حسين زهي اسمه شالي مهبلا ويسرد له قصة ذهابه إلى هناك، وشالي مهبلا يذهب الي قلعة محمودي ويقابل مير ويقول له يا مير البسيط الذي لا تعرف شيئاً، الهوت طاهر ومحتاج بنوا معسكراً لهم في الجزء الشرقي من طاهروئيه وارسلوا هذا الشخص للتجسس عليكم ويعرفوا مدى قدرتكم، مير حاجي يتأثر بكلامه المثير للشغب ويرسل اشخاصاً للقبض عليه، وشكري حضر أحد الأفراح في قرية جلاكو وأستطاعوا القبض عليه في الفرح قطعوا اذنه واجزاء من جسمه وأطلقوا سراحه، وشكري يغطي جسمه بقطعه من القماش ويذهب إلى كورائك عند الهوت طاهر، الهوت طاهر من خلف النهر يلاحظ قدوم شكري إليه، ميرو محمد أخ الهوت طاهر عرف ماذا حصل لشكري ولأن لا يرى الهوت طاهر وضع جسد شكري، ميرو يتقدم ويطلق النار على شكري، ولكن شكري بنفسه كان يترجى ميرو محمد لقتله، بعد فترة في عهد مير حسين مير حاجي، الهوت طاهر محمد يدعوا 40 شخصاً إلى قرية كوه مبارك بجاسك ويقطع أذان وخشوم عدة من كبار المير للانتقام وأخذ بثأر شكري كرائي، وضعهم في حقيبة وأرسلهم بواسطة حاتم خدادا صاحب توموحاتم في بيلايي سيريك إلى مجلس مير حاجي مير حسين، وقال هذه هدايا الهوت طاهر محمد، في مقابل هداياكم التي ارسلتموها مع شكري كرائي، مير حاجي فتح الحقيبة ونظر إلى خشوم وأذان كبار طائفته وأصحابه ومع غضب يقولون هذه سياسة شالي مهبلا التي تقول يجب قتل الأبرياء، ولكن شالي بما أن العدو مستعد للحرب ومعسكره جاهز، يمتنع عن الحرب محتاج بدون أذن الهوت طاهر، يرسل محمد شكري إلى مير للمصالحة ولكن زاد الأختلاف بينهم وغضب الهوت طاهر كثيراً وهاجر إلى قرية سرباران والهوت طاهر بعد انتهاء فصل الصيف رجع إلى قرية طاهروئي وأستقر في القلعة التي تم ترميمها بواسطة حكومة مسقط وشاهد مير حاجي الأختلاف الذي حصل بين محتاج وطاهر، وأرسل رسالةَ إلى شير علي خان جد طائفة الأميري في رودان، واشتكى الحال إليه وطلب منه تبعيد محتاج الذي كان يسكن في سرباران، خان رودان مع مجموعة من أفراده، يذهب ليلاً إلى قلعة يورش شبيخون ويأخذون أمواله ويقتلونه، ويأخذون أهله وأطفاله أسرى لديهم، وينتقلون إلى قلعة كميز في رودان وأبلغوا الهوت طاهر حادثة يورش خان الروداني، وأرسل رسولاً إلى الخان وطلب منه استيراد الأموال والأفراج عن الأهل والأولاد، والخان رد عليه بأنه يحتاج إلى فتاة جميلة وتلك الفتاة هي زران وأريد الزواج بها، إذا تزوجت زران سوف أطلق سراحهم، ويرد عليه الهوت طاهر بأن مير حاجي خطبها قبله وتم عقد قرآنهم خان الذي كان يخاف من مير، صدق كلام الهوت طاهر، وأطلق سراحهم ورجع أموالهم، الهوت طاهر نقل الاسرى إلى قلعة لاكو وأخذ زران إلى بيته، وبعد سنين كبر أبناء محتاج وهم : هونك ومحمد، والهوت طاهر تصالح مع مير حاجي ومع بال مطمئن سافر إلى ميناب، شالي مهبلا الذي كان شخصاً متطفلاً وكان له مكانه في حكومة مير، كان يشجع مير إلى الهجوم على قلعه لاكو، لذلك أرسل عدداً من المسلحين إلى أطراف القلعة واتفقوا مع ميرو واثنان من أبناء محتاج، وكانوا يتظاهرون أنهم ماره مع هذه الفكرة، فتحوا أبواب القلعة وميرو وجماعته دخلوا القلعة ابتدوا الهجوم ومحمد الابن محتاج قتل، ولكن هونك ابن محتاج وميرو أخ طاهر هجموا عليهم وأخذوا اهلهم والأطفال إلى خارج القلعة ذهبوا إلى قرية همزنك وفي القرب من قرية كروك تصادفوا مع شخص اسمه لطفي الذي كان من أساتذة همزنك وهم من طائفة زرهي، لطفي كان يأتي إلى هذه القرية كثيراً لأن كان يشتري أقمشة وخيم من إحدى المحلات، وعندما عرف موضوعهم، ارشدهم إلى قريته وحارب مع الذي كانوا يتبعون أثر ميرو وهونك، ولكنه قتل، وعندما عرف طاهر بالأمر، ولتقدير عمل لطفي، ذهب إلى تلك القرية وعقد نكاح أخ المقتول على ابنته لجذب هذه الطائفة، طاهر من ناحية القدرة كان ضعيفاً جداً بالنسبة للمير، وأستقر في اطراف ميناب، ومير حاجي بالنسبة لمكانته وقوته يحاول السيطرة على قرية بنداران، قريتا كوهستك وبماني كانتا تحت سيطرة حسين جنكي محمد يكي أحد أصحاب طاهر، وفي هذه الفترة أحد أبناء أخت ملا حيدر كان هناك وقرية كلاوي وقرية باتل وقرية كردو، كانوا تحت سيطرة بيرداد كمي ابن كمان، جد طائفة تركمان، أرسل طاهر، جواسيساً إلى أطراف منطقة حكومة ميرحاجي وكان ينتظر لحظة ضعفهم ومجموعة من أصحاب دادخدا شاهو عم مير حاجي مع 30 شخصاً يذهبون إلى ميناب لشراء أحتياجات الزفاف ومن طريق كرازوئيه كانوا في حال الرجوع، طاهر مع مجموعته كان مسلحاً واغلق الطريق عليهم وهونك ابن محتاج كان يسيطر على طريق كه كز، ولكن شكري دادخدا يعبر من طريق كراوزئيه ومع طلوع الشمس ميرو وشكري يتعاركون وفي الأخير شكري وميربهرام مع عدة اشخاص يموتون ويشرُد الباقون.طاهر من زوجاته، كان ابنه الهوت بيرداد الأشهر بين أبناءه ومن جهان ملك شنبه شكري 3 أولاد و3 بنات ومن فلكناز بيروز : ماهو، جهانشاه، رشيد، جمال والذين لهم طائفة زرهي ومعلمي وهمزنكي، هم أبناء تين كو ابنة طاهر، وأصلهم يرجع إلى طاهرزئي علي، محمد، موسى، إبراهيم، هم أبناء كرمشاه، وأبناء علي كرمشاه هم : كرمداد، حسن، اله بخش، وكرمداد كان والد دوست محمد يزدان بناة أحد حكام بيابان وجاسك، وجراغ ابن اله بخش، وأبناء حسن افسري كانوا من حكام بيابان، والهوت بيرداد الابن الأكبر للهوت طاهر، عندما توفى أبوه كان صغيراً جداً، والحكم على بيابان كان مع طائفة مير كاؤوسي وعندما كبر بيرداد لم يستقر مع تلك الطائفة فذهب إلى شيوخ مسقط وكان يستعرض نشاطاته في قرية كردر، قرية كاسنكي، وقرية شمجو وسيريك وفي هذه الفترة شالي مهبلا الذي كان السبب الأساسي لتلك المشاكل والحروب، تزوج صد كنج ابنه رشيد حفيد طاهر، ومع الاتفاق مع كرمشاه أحد أبناء طاهر الذي كان يسكن في كاسنكي وأخوان نواب وعباس مير حاجي كاؤوسي أيضاً كانوا يسكنون هناك، نواب يحاول قتل أخيه بالسيف ولكن كرمشاه بن طاهر كان مع عباس وحاول خنق نواب، البعض يعتقد أن عباس كان يقصد من ذلك الأشاره لقتل الهوت بيرداد وسليمان رحمت جرح ظهر كرمشاه بن طاهر بالسيف وموسى ابن كرمشاه الذي كان صغيراً في السن فذهب إلى بيرداد ويسرد له ماحدث، لذلك بيرداد يتعقب اثر سليمان وفي الأخير يتواجه معه في قرية كردر، ويتعاركون بالسيوف ولأن سليمان كان ذكياً استطاع جرح بيرداد ولكن بيرداد كان له مهارة خاصة في المبارزة بالسيف، فاستطاع بتر رأس سليمان، كان الهوت بيرداد بن طاهر يذهب إلى حاكم مسقط ومجموعة من عرب مسقط بمساعدة والد شيخ سيف الحاكم السابق لميناب وبندر عباس وجسم، ووقعوا معاهدة مع الشيخ سيف في منطقة كلات وخنجر المعاهدة موجود حتى الآن وخن سافروا بحرياً إلى بيابان واتجهوا إلى كلات محمود مكان أقامة مير حاجي وهجموا عليه وقبضوا عليه ولعديد من المجموعتين قتلوا، والحكم على منطقه جاسك كان بيد علي بن ميرحاجي، بيرداد عاش حياةً طبيعية عدة سنوات ولكن كان يبحث عن السلطة، عبد النبي محمد الذي كان يسكن في جاسك كان على اختلاف مع ميرحاجي للحكم على بيابان وبعد فترة قصيرة توفى ميرحاجي في كلات محمودي وابنه الأكبر ميرحسين أخذ مكانه، واختلف مع عبد النبي وكان يوجد علاقة صداقة بين عبد النبي وبيرداد،
لذالك السكان المحلييون حاولوا أثارة المشاكل ليتعارك هذا الشخصان، مات العديد من كبار الدغاراني والمير الكاؤوسين والطاهرزئي والهوت بيرداد المدعوم من حكومة العرب (عمان) في ميناب وستطاع أخذ حكم بيابان وزهوكي والمناطق التي بينهم، وخلفه بعده ابنه الهوت علي بن الهوت بيرداد وبعد سنين مهدي خان ننلاتي مع مجموعة من قطاع الطرق، ذهبوا إلى ميناب وبيابان ونهبوا أموالهم ودمروا البيوت، واستطاعوا تخريب ميناب وبيابان والمناطق التي كانت بالقرب من نهر جو محله أثناء حكم بركت عبد النبي.
وبعد انتقال الحكم إلى أحفاد الهوت طاهر : الرئيس على جلال والرئيس حسن يارمحمد والرئيس دوست محمد يقسمون الحكم إلى 3 اجزاء:
1. الجزء الشمالي من منطقه «جو محله» إلى ميناب كلها كانت تحت سيطره الرئيس علي جلال.
2. الجزء الأوسط الذي كان الحدود بين منطقه جو محله وقرية كردر كانت تحت سلطه الرئيس حسن يار محمد.
3. الجزء الجنوبي الذي كان يبتدي من قرية «كردر» إلى جاسك كانت تحت سلطه الرئيس دوست محمد.

## الآثار والأبنية التاريخية
1. معبد عشاق گروگ:

من أقدم المباني والأثار التاريخية في سيريك معبد عشاق كروك، وكان السبب في بناء هذا المعبد أسطورة قديمة جداً والتي تدور أحداث هذه الأسطورة إلى 400 عام حيث وقعت بي بي سعد في حب محمد سالار تاج الدين وكانوا من طائفتان مختلفتان، وكانت بينهم عداوه، والحب كان يزيد يوماً عن يوم بين بي بي سعد ومحمد سالار تاج محمد ولسبب الخلافات العداوة بين الطائفتين، ماتا العشاق في ظروف غامضة، وأرسلوا أجسادهم إلى صحراء على ظهر حصان، ولإحياء ذكراهم بنوا هذا المعبد، قبل انهيار هذا المعبد كان جميلاً جداً، ولكن مع مرور الوقت، تم نهب الأكسسوارات التي كانت تزيينها من الداخل.
1. قلعة شاداب:

هذه القلعة تبعد عن سيريك حوالي 40 كيلومتراً وتقع على صخرة كبيرة في قرية كنار جو وتم الحصول على صحون وأكواب من الفخار ترجع إلى القرن التاسع الهجري إلى القرن الحادي عشر الهجري.
1. قلعة سیریك:

هذه القلعة تقع في الجزء الأوسط من المدينة ومعروفه أيضاً باسم كلات بيرداد، وكان يسكن في هذه القلعة الأمراء وكانت موجودة من القرن الثامن الهجري.
1. جمارك ميناء كوهستك:

في عام 1920 م، تم بناء المبنى على أمر المسؤولين في تلك المنطقة، وبعد فترة تم بناء مبنى كبير للجمارك.
من الآثار التاريخية الأخرى ممر (رواق) الرئيس دوست محمد كرمداد في قرية كردر، وأيضاً مدينة شهباز ميشي المحترقة.

## الاقتصاد
صادرات هذه المنطقة تشمل التمر والتبن والبساط المحلي وعصاره التمر والواردات لهذه المنطق تشمل الأرز والزيت والشاي والسكر والمكيفات ومحرك القارب والمصابيح والقوارير والتمر الهندي والأدوية والخياطة الخ..
تقريباً يوجد حدود 100 مساند للقوارب و 70% من أهالي سيريك رجال أعمال، في فترة انهيار الحكومة البهلوية، تم إغلاق الجمارك لمدة 6 شهور، وبعد استقرار الحكومة الإسلامية، تم إعادة فتح الجمارك.
أهالي هذه المنطقة يجيدون الحرف اليدوية مثل: الحياكة وشك النسيج وشك القطن وتطريزات على شكل دمعة العين على الوشاح، قسطرة النسيج وحياكة الخيم والشبك وبناء الجريور والسلة والنقاب الجنوبي، ويتم صنع الكثير من هذه المنتجات من قبل ربات البيوت.
مصدر الرزق الأساسي لأهالي هذه المنطقة : ممارسة الصيد والتجارة ورعي الماشية، والعمل في مختلف أنحاء الخليج العربي.